# Padus ssiori
Padus ssiori là loài thực vật có hoa trong họ Hoa hồng. Loài này được (F. Schmidt) C.K. Schneid. mô tả khoa học đầu tiên năm 1906.